# Guteborn
Guteborn, in lusaziano Wudwor, è un comune di 520 abitanti del Brandeburgo, in Germania.

Appartiene al circondario dell'Oberspreewald-Lusazia (targa OSL) ed è parte della comunità amministrativa (Amt) di Ruhland.